# Stojčín
Stojčín är en ort i Tjeckien.   Den ligger i regionen Vysočina, i den centrala delen av landet, 110 km sydost om huvudstaden Prag. Stojčín ligger 628 meter över havet och antalet invånare är 121.
Terrängen runt Stojčín är lite kuperad.Runt Stojčín är det ganska glesbefolkat, med 38 invånare per kvadratkilometer. Närmaste större samhälle är Jindřichův Hradec, 19,0 km sydväst om Stojčín. Omgivningarna runt Stojčín är en mosaik av jordbruksmark och naturlig växtlighet.